# Hans Rudolf Grunau
Hans Rudolf Grunau (* 25. April 1920 in Bern; † 11. Juli 2008 in Bern) von Bern und Oberried war ein Schweizer Geologe und Erdölgeologe. Er wirkte international in der Erdölindustrie, lehrte an der Universität Bern und war nach seiner Pensionierung als Berater tätig. Grunau leistete wichtige Beiträge zur Erforschung der Geologie Südostasiens, insbesondere Osttimors, und gilt als Experte für Radiolarite und Lagerstättenforschung. Nach seiner beruflichen Laufbahn widmete er sich seit 1990 ausschliesslich der Malerei.

## Familie und Ausbildung
Hans Rudolf Grunau wurde 1920 in Bern geboren, als Sohn des Buchdruckers und Verlegers Gustav Grunau und dessen Frau Maria Johanna, geborene Rieder, die am Falkenplatz 11 in Bern wohnten. Nach dem Besuch der Privatschule Eschbacher trat Grunau 1931 in das städtische Progymnasium und vier Jahre später in die Literarabteilung des städtischen Gymnasiums ein, wo er im Herbst 1939 die Maturitätsprüfung bestand. Grunau studierte ab 1940 Geologie an der Universität Bern und promovierte 1946 mit einer Arbeit über die Geologie von Arosa, insbesondere das Radiolarit-Problem.
Seine Begeisterung für die Alpen, Mineralien und Gesteine wurde früh geweckt. Dazu trugen die Sommeraufenthalte der Familie auf der Riffelalp bei Zermatt bei.

## Beruflicher Werdegang
Nach dem Studium trat Grunau 1947 in die Dienste der Bataafse Petroleum Maatschappij, einer Tochtergesellschaft der Shell ein und wurde als Feldgeologe nach Südostasien entsandt, wo er zwischen 1947 und 1950 geologische Kartierungen in Osttimor (damals Portugiesisch-Osttimor) und auf Madura durchführte. Viele heute gebräuchliche Formationsnamen in Timor Leste, wie die Cribas-Formation und die Viqueque-Formation gehen auf seine Arbeiten zurück. Grunau erkannte die chaotischen Strukturen Osttimors und verglich diese mit den Deckenstrukturen der Zentralalpen.
Nach weiteren Stationen in Den Haag, Sizilien und Algerien kehrte Grunau 1952  als Assistent an die Universität Bern zurück und habilitierte sich dort 1956 mit einer Arbeit über Mikrofazies und Schichtung und wurde zum  Privatdozenten am Geologischen Institut ernannt. 1957 kehrte er zu Shell zurück, diesmal mit Stationen im Iran, wo er als Chefgeologe tätig war und an bedeutenden Ölfeld-Entdeckungen beteiligt war. Später wirkte er als Ländergeologe für den Mittleren Osten und als E&P-Koordinator in Indonesien. 1966 wurde er Direktor der Explorationsforschung am Shell-Labor in Rijswijk und 1974 Leiter der Explorationsplanung.
1975 liess sich Grunau frühzeitig pensionieren und kehrte nach Bern zurück.  Ab 1976 war Grunau bei der Petroconsultants S.A. in Genf beschäftigt, einem international tätigen Unternehmen für Erdöl- und Erdgas-Informationsdienste. Dort erstellte und koordinierte er zahlreiche Berichte und Studien zur Erdölgeologie des Mittleren Ostens, zu Kohlevorkommen im Fernen Osten sowie zu Reservoir- und Abdichtungsgesteinen weltweit.
Im Rahmen dieser Tätigkeit wies er unter anderem darauf hin, dass viele Muttergesteine Südostasiens und Australiens einen hohen Anteil an humusartiger organischer Substanz (huminer Anteil) besitzen und daher ein grosses Potenzial für die Bildung von Erdgas aufweisen.

## Wissenschaftliche Leistungen
Grunau war einer der wenigen Unternehmensgeologen, die ihre Ergebnisse aus der Firmenarbeit veröffentlichten. Seine Arbeiten zu Radiolariten, insbesondere die Übersichtsarbeit von 1965, gelten als Standardreferenz für Südostasien und die Tethysregion. Grunau zeigte in seinen Arbeiten, insbesondere in seiner Übersichtsarbeit von 1965, dass Radiolarit-Kiesel als tiefmarine, ozeanische Sedimente („eugeosynklinale“ Ablagerungen) zu interpretieren sind und damit wichtige Hinweise auf die Entwicklung ehemaliger Ozeanbecken liefern. Seine Forschungsergebnisse fanden internationale Anerkennung und gelten als Standardreferenz für die Geologie Südostasiens und der Tethysregion.
Grunau war Mitglied der Schweizerischen Vereinigung der Petroleum-Geologen und -Ingenieure (VSP) und nahm nach seiner Rückkehr in die Schweiz regelmässig an deren Versammlungen teil.

## Künstlerisches Schaffen
Neben seiner wissenschaftlichen Tätigkeit widmete sich Grunau der Öl- und Pastellmalerei, nachdem er sich bereits in der Kindheit für Kunst interessiert hatte. Nach dem Studium absolvierte er einen Kurs an der Berner Mal- und Zeichenschule bei Max von Mühlenen. 1988 hatte er seine erste Ausstellung mit 43 Bildern in der Berner Galerie Papillon. Nach der Beendigung seiner Berufstätigkeit widmete er sich ab 1990 ausschliesslich der Malerei und präsentierte seine Werke in weiteren Ausstellungen, darunter eine Sommerausstellung surrealistischer Matterhornbilder in Zermatt (1991) sowie Ausstellungen mit Ölbildern, die während Aufenthalten in Bali und Ägypten entstanden waren (1992). 1993 zeigte er 55 Ölbilder in der Galerie Heubühne in Oberdiessbach.
Grunau wurde von Kunst und Symbolen aus aller Welt inspiriert – von neolithischen Felszeichnungen in der Valcamonica und Höhlenmalereien Südfrankreichs über Pharaonengräber in Ägypten und Moscheen des Mittleren Ostens bis hin zu buddhistischen Pagoden und Mandalas im Fernen Osten.
Seine Bilder zeichnen sich durch klare, auf das Wesentliche reduzierte Formen und eine entschiedene Farbgebung aus. In seinen späteren Arbeiten wandte er sich zunehmend der Abstraktion zu. Zu seinen bevorzugten Themen zählen Landschaften aus aller Welt, darunter Burano bei Venedig, balinesische Dörfer und symbolische Darstellungen wie „Das Matterhorn ist überall“.

## Privates
1950 heiratete Grunau Rosmarie Neuenschwander; das Paar hatte ein Kind. Hans Grunau verstarb am 11. Juli 2008 im Alter von 88 Jahren in Bern.

## Schriften (Auswahl)
- Geologie von Arosa (Graubünden) mit besonderer Berücksichtigung des Radiolarit-Problems. Diss. phil. II, Universität Bern.1947.
- Geologie von Portugiesisch Osttimor – Eine kurze Übersicht. In: Eclogae geologicae Helvetiae. 46, Nr. 1, 1953, S. 29–37.doi:10.5169/seals-161692
- Probleme der Farbschichtung. In: Eclogae Geologicae Helvetiae. Band 49, Nr. 2/1956. S. 495–506. doi:10.5169/seals-162087
- Mikrofazies und Schichtung ausgewählter, jungmesozoischer, radiolarit-führender Sedimentserien der Zentral-Alpen. Mmit Berücksichtigung elektronenmikroskopischer und chemischer Untersuchungsmethoden. (= International sedimentary petrographical series, 4). Brill, Leiden 1959.
- Neue Daten zur Geologie von Portugiesisch Osttimor. In: Eclogae Geologicae Helevetiae. 50, 1957, 1. S. 69–98. ISSN 0012-9402, doi:10.5169/seals-162207
- Über Schichtung. Antrittsvorlesung an der Universität Bern 1957 In: Mitteilungen der Naturforschenden Gesellschaft in Bern. Neue Folge Band 15, 1957,  S. 29–42. ISSN 0077-6130, doi:10.5169/seals-319488
- Radiolarian cherts and associated rocks in space and time. In: Eclogae Geologicae Helvetiae. 58, 1965,  S. 157–166. ISSN 0012-9402, doi:10.5169/seals-163263
- Die Rolle der Forschung in der Exploration für Erdöl und Erdgas. In: Bulletin der Vereinigung Schweizerischer Petroleum-Geologen und Ingenieure. 39, 1972–1973, 95. S. 64–66. ISSN 0366-4848, doi:10.5169/seals-198499
- mit Ueli Gruner: Source Rocks and the origin of natural gas in the Far East. 1978. In: Journal of Petroleum Geology. 1,  1978, 2. S. 3–55. ISSN 1747-5457, doi:10.1111/j.1747-5457.1978.tb00609.x
- Riff systems can point way to hydrocarbon richness. In: Bulletin der Vereinigung Schweizerischer Petroleum-Geologen und -ingenieure. 58, 1991–1992. 132. S. 33–38. ISSN 0366-4848, doi:10.5169/seals-215191

Karten
- Tectonic map of the Middle East – Geology and hydrocarbon potential of the Middle East : 1:5,000,000.[17]

## Archive
- FA Gruner 122 Ueli Gruner und Hans R. Grunau: Druckschrift, 1978 (Akten/Dossier/Grafik/Bandteil/Korrespondenz) in der Burgerbibliothek Bern:[18]